# Ha Chanseok
Ha Chanseok (né le 20 décembre 1948 et mort le 14 septembre 2010) était un joueur de go professionnel en Corée du Sud.

## Biographie
Ha est devenu 8e dan en 1987.

## Titres
| Titre        | Années     |
| ------------ | ---------- |
| Wangwi       | 1973       |
| Guksu        | 1973, 1974 |
| Coupe KBS    | 1986       |
| Coupe Baccus | 1985       |
| Total        | 5          |